# Léopold Simoneau
Léopold Simoneau (Saint-Flavien, 3 maggio 1916 – Victoria, 24 agosto 2006) è stato un tenore canadese.

## Biografia
Iniziò a prendere lezioni di canto a Québec, al Levis College e all'Université Laval. Mentre studiava a Montréal con Salvator Issaurel, fece il suo debutto con Les Variétés Lyriques nel 1941.
Trasferitosi a New York per proseguire i suoi studi con Paul Althouse, nel 1946 si esibì al New York City Center nel ruolo di Lyonel in Martha di Friedrich von Flotow. Nello stesso anno si sposò con il soprano canadese Pierrette Alarie, con la quale partì per la Francia, dove la carriera di Simoneau prese realmente il volo.
Debuttò nel 1949 all'Opéra-Comique di Parigi nel ruolo di Vincent nell'opera Mireille di Charles Gounod e all'Opéra Garnier nel ruolo di Tamino ne Il flauto magico di Mozart. Nel 1950 cantò per la prima volta al Festival di Aix-en-Provence il ruolo di Ottavio nel Don Giovanni e di Ferrando in Così fan tutte. L'anno seguente, si esibì al Festival di Glyndebourne come Idamante nell'Idomeneo, guadagnandosi la fama di eccellente tenore mozartiano, tanto che venne invitato a cantare al Festival di Salisburgo e a quello di Edimburgo, alla Staatsoper di Vienna e alla Scala di Milano. Nel frattempo la sua popolarità in Francia si manteneva elevata, con interpretazioni come quella di Nadir in Les pêcheurs de perles di Georges Bizet e di Gérald in Lakmé di Léo Delibes e il contributo nella riscoperta di opere come Les Indes galantes di Jean-Philippe Rameau e Orfeo ed Euridice di Christoph Willibald Gluck, nella versione in francese per tenore. Spesso cantava assieme alla moglie, soprano lirico di coloratura che aveva lo stesso repertorio del marito.
Negli anni cinquanta prese parte a numerose incisioni, tra cui il Requiem di Mozart diretto da Bruno Walter, Les pêcheurs de perles di Bizet diretto da Jean Fournet, e Orphée et Euridyce di Gluck diretto da Hans Rosbaud, Il ratto dal serraglio di Mozart diretto da Sir Thomas Beecham (nel ruolo di Belmonte), e Così fan tutte con un cast che comprendeva Elisabeth Schwarzkopf, Nan Merriman, Rolando Panerai, Lisa Otto e Sesto Bruscantini, diretto da Herbert von Karajan.
Nel 1954 Simoneau fece il suo debutto alla Lyric Opera di Chicago, dove cantò fino al 1961, in particolare in La traviata al fianco di Maria Callas. La sua ultima apparizione fu nel Messiah di Georg Friedrich Händel a Montréal il 24 novembre 1970.
Assieme alla moglie Pierette Alarie (dalla quale ebbe due figli, Isabelle e Chantal), si dedicò quindi all'insegnamento.